# Soldaten- und Husarenfische

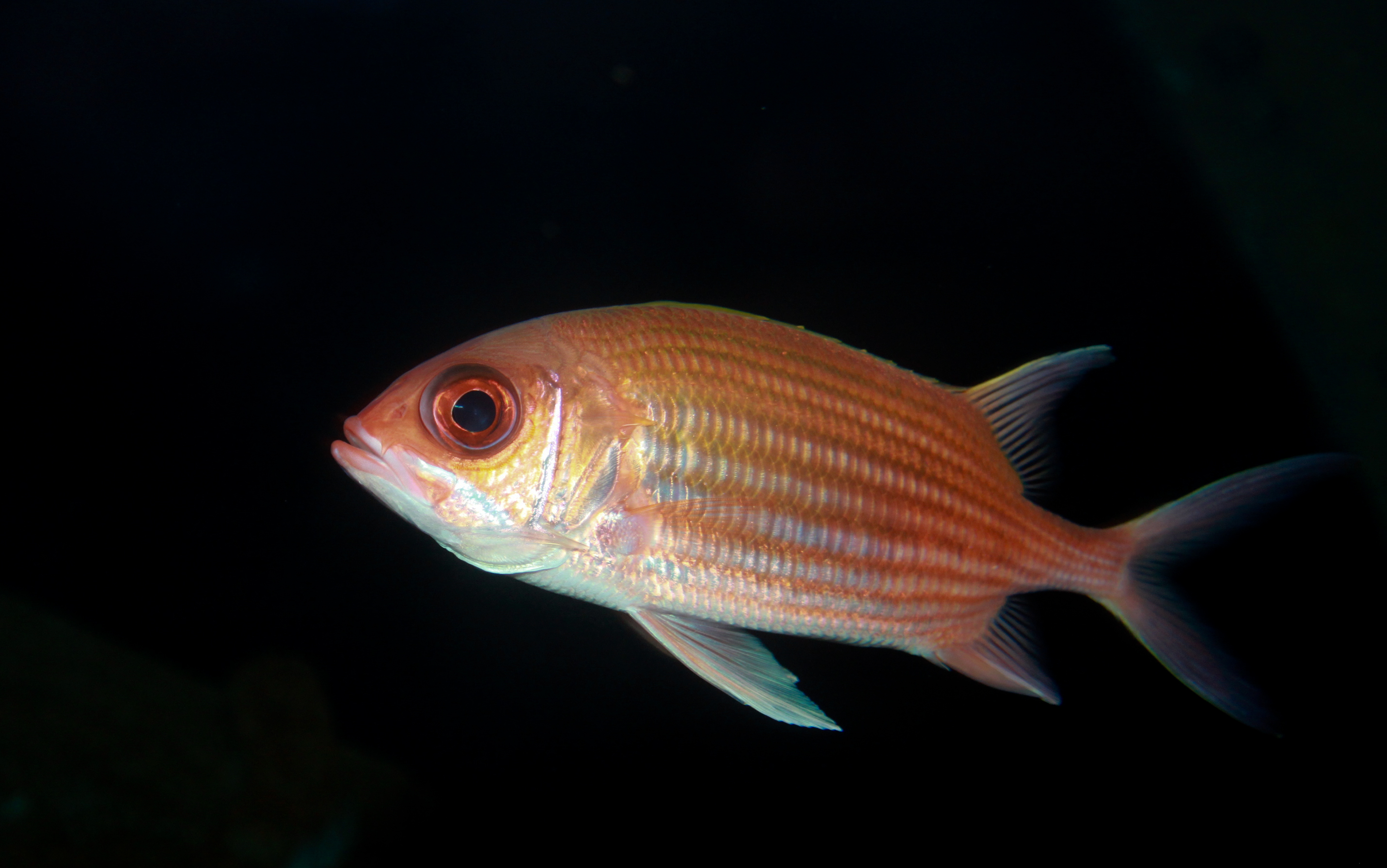
Gemeiner Husar
(Holocentrus adscensionis)

Die Familie der Soldaten- und Husarenfische (Holocentridae) kommt im tropischen Atlantik, im Indischen Ozean und im Pazifik vor.

## Merkmale
Soldaten- und Husarenfische werden je nach Art 12 bis 61 Zentimeter lang. Ihr Körper ist seitlich abgeflacht und mäßig langgestreckt. Sie sind meist rötliche oder rosafarbene großäugige Fische mit großen, deutlich sichtbaren und sehr rauen Kammschuppen und einer gegabelten Schwanzflosse. Die Schuppenzentren sind oft heller, manchmal auch silbrig oder weiß, und bilden zusammen eine helle Längsbänderung. Auch die Kopfseiten sind beschuppt. Auf der Oberseite des Kopfes befinden sich große Schleimkanäle, die ähnlich der Seitenlinie Strömungs-Reize wahrnehmen können. Der Rand des Kiemendeckels ist gesägt bzw. trägt Stacheln. Der Kiemenstachel einiger indopazifischer Arten der Gattung Sargocentron ist giftig. Das Maul ist endständig und steht schräg nach oben, das Maxillare ist sehr groß und reicht oft bis hinter die Augenmitte, das Prämaxillare ist protraktil (vorstülpbar). Weitere Kieferknochen sind zwei Supramaxillaren. Der Unterkiefer steht vor. Die Zähne sind klein, schmal und stehen in Reihen im Maul, auf dem Pflugscharbein (Vomer), dem Gaumenbein (Palatinum), bei einigen Arten auch auf dem äußeren Flügelbein (Ectopterygoid).
Die große Schwimmblase kann Kontakt zum Schädel haben. Die Anzahl der Pylorusschläuche liegt bei acht bis 25, die der Branchiostegalstrahlen bei acht. Die Seitenlinie ist vollständig und wird von 25 bis 57 mit Poren versehenen Schuppen begleitet.
Die lange Rückenflosse besteht aus zwei Teilen, die vollständig oder durch einen tiefen Einschnitt getrennt sind. Der bestachelte Teil, der doppelt bis viermal so lang ist wie der weichstrahlige Teil, kann in eine beschuppte Grube zurückgelegt werden. Die Rückenflosse wird von 10 bis 12, selten auch bis 13 Hartstrahlen und  11 bis 17 Weichstrahlen gestützt. Einer der Hartstrahlen befindet sich im zweiten, ansonsten weichstrahligen Teil der Rückenflosse. Die Afterflosse hat vier Flossenstacheln, der dritte ist der stärkste und längste, und 7 bis 16, meist 8 bis 13 Weichstrahlen. Die Bauchflossen haben einen Flossenstachel und fünf bis acht (meistens sieben) Weichstrahlen. Der Schwanzstiel ist schlank, die Schwanzflosse ist gegabelt und wird von 18 bis 19 Flossenstrahlen gestützt. Die Flossen können weiß oder gelb gemustert sein. Auch schwarze Markierungen können vorhanden sein, ebenso auf den Kiemendeckeln.

## Lebensweise
Soldaten- und Husarenfische leben in Schwärmen, paarweise oder einzeln von der Wasseroberfläche bis in Tiefen von 100 Metern, die Arten der Gattung Ostichthys bis in über 200 Metern Tiefe. Tagsüber halten sich die Tiere zusammen mit Kardinalbarschen, Großaugenbarschen und Glas- oder Beilfischen in Höhlen, Spalten oder unter Überhängen in Fels- und Korallenriffen des Atlantik und des Indopazifik auf. In der Dämmerung und nachts gehen sie auf Nahrungssuche. Sie ernähren sich vor allem von Krebstieren, die sie vom Meeresboden oder im Freiwasser aufnehmen.

## Fortpflanzung
Soldaten- und Husarenfische laichen nachts oder in der Dämmerung im Freiwasser, wobei sie mit Hilfe der Schwimmblase grunzende Laute von sich geben. Während des Laichvorgangs steigen sie umeinanderkreisend zur Wasseroberfläche und trennen sich nach dem Ablaichen und einem Schlag der Schwanzflosse. Die Eier enthalten Öltröpfchen, haben einen Durchmesser von 2 bis 3 mm und schwimmen an der Oberfläche. Die Larven sind pelagisch, von langgestreckter Gestalt und silbriger Farbe. Am Kopf tragen sie lange Stacheln. Man nennt die Larvenform Rhynichthys-Stadium. Bei einer Größe von 3 cm gehen sie zum versteckten Leben der Adulttiere über.

## Äußere Systematik
Die Soldaten- und Husarenfische wurden bis vor kurzem in die Ordnung der Schleimkopfartigen (Beryciformes) gestellt, sind aber die Schwestergruppe der Barschverwandten (Percomorphaceae) und werden deshalb in der jüngsten Revision der Knochenfischsystematik einer eigenen Unterdivision zugeordnet, den Holocentrimorphaceae.

## Innere Systematik

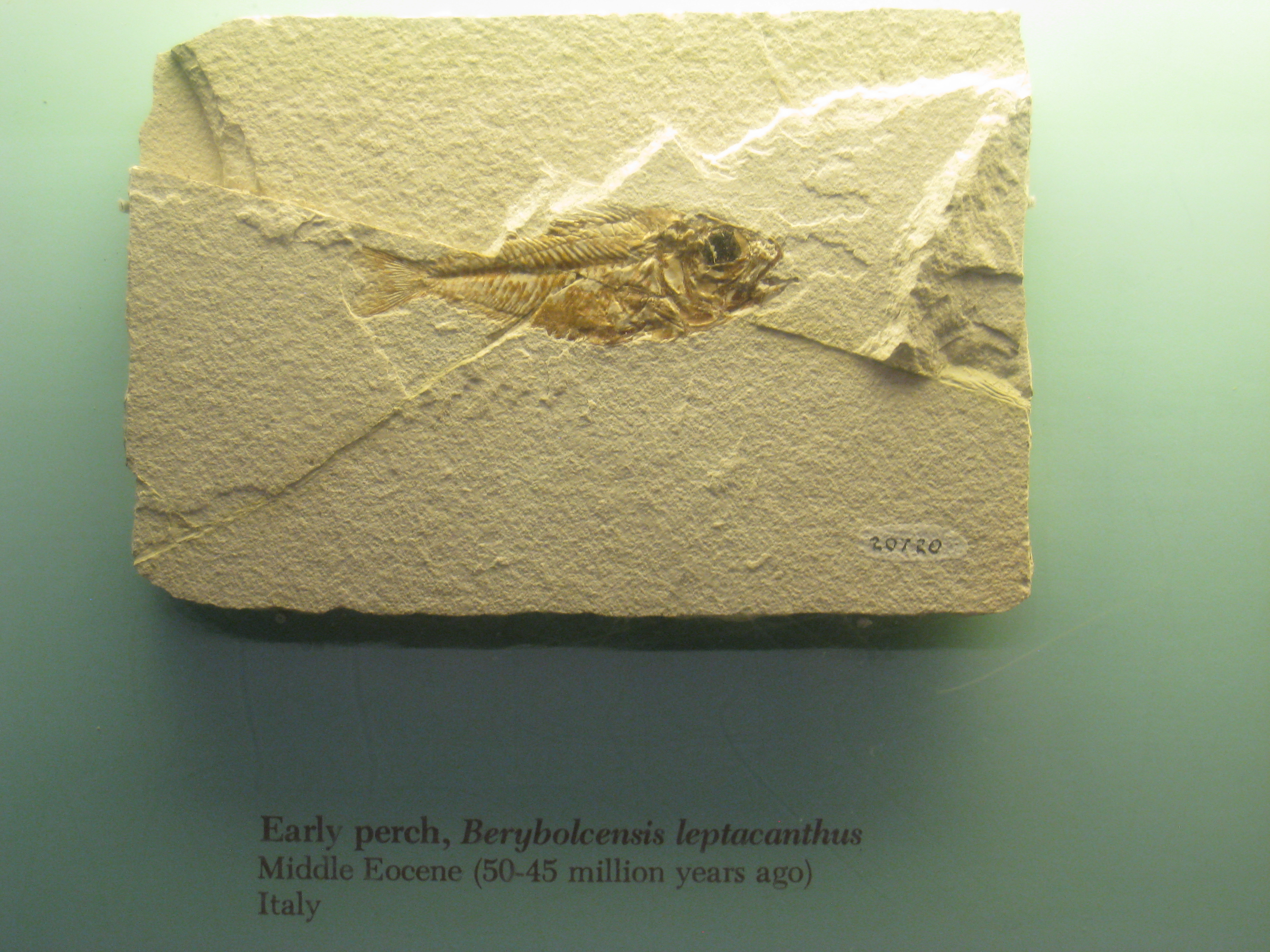
Berybolcensis leptacanthus im National Museum of Natural History

Die Holocentridae bestehen aus zwei Unterfamilien. Es gibt etwa 80 Arten in acht Gattungen. 
- Unterfamilie Husarenfische (Holocentrinae)
- Unterfamilie Soldatenfische (Myripristinae)

## Fossilbefund
Die Holocentridae sind eine alte Fischfamilie, die mit Alloberyx, Caproberyx, Ctenocephalichthys, Paracentrus, Paraspinus, Stichoberyx und Trachichthyoides schon aus der Kreidezeit und mit Africentrum, Berybolcensis, Eholocentrum, Holocentrites und Tenuicentrum aus dem Tertiär fossil bekannt ist. Fossilien der rezenten Gattungen Holocentrus, Myripristus und Sargocentron stammen aus dem mittleren Eozän von Monte Bolca in der Nähe der italienischen Stadt Verona.